# Star Wars, épisode III : La Revanche des Sith (bande originale)
Pour les articles homonymes, voir Star Wars, épisode III : La Revanche des Sith (homonymie).
 (mai 2015).
Si vous disposez d'ouvrages ou d'articles de référence ou si vous connaissez des sites web de qualité traitant du thème abordé ici, merci de compléter l'article en donnant les références utiles à sa vérifiabilité et en les liant à la section « Notes et références ».
Albums de John Williams
Le Terminal
(2004) La Guerre des mondes
(2005)
Bandes originales de Star Wars
L'Attaque des clones
(2002) The Clone Wars
(2008)
La bande originale de Star Wars, épisode III : La Revanche des Sith a été mise en vente par Sony Classical le 3 mai 2005. La musique est composée par John Williams et jouée par la London Symphony Orchestra et London Voices. John Williams était également compositeur et chef d'orchestre de la partition pour les cinq autres films de la saga Star Wars. Shawn Murphy a enregistré le score, et Ramiro Belgardt et Kenneth Wannberg servirent d'éditeurs de musique. Ainsi, Kenneth Wannberg servi en tant que rédacteur de la musique pour tous les Star Wars.
Un clip vidéo intitulé A Hero Falls fut créé pour le thème du film, Battle of the Heroes, mettant en vedette des images du film. Au Royaume-Uni, Battle of the Heroes a été publié comme un CD-single et atteint le 25e rang dans le UK Singles Chart en juin 2005.
La bande sonore est également vendue avec un DVD collector, Star Wars: A Musical Journey, sans coût supplémentaire. Le DVD comprend 16 clips vidéos fixés aux sélections remasterisées de la musique des 6 films, par ordre chronologique à travers la saga.
Cet album a été choisi comme l'un des pronostics du Top 100 de l'éditeur de 2005 d'Amazon.com (n ° 83).

## Liste des titres
| 1.      | Star Wars and the Revenge of the Sith      | 7:31  |
| 2.      | Grievous and the Droids                    | 3:27  |
| 3.      | Grievous Speaks to Lord Sidious            | 2:49  |
| 4.      | Anakin's Dream                             | 4:46  |
| 5.      | Palpatine's Teachings                      | 5:25  |
| 6.      | General Grievous                           | 4:07  |
| 7.      | Padmé's Ruminations                        | 3:16  |
| 8.      | Enter Lord Vader                           | 4:14  |
| 9.      | Anakin's Betrayal                          | 4:03  |
| 10.     | Anakin's Dark Deeds                        | 4:05  |
| 11.     | Battle of the Heroes                       | 3:42  |
| 12.     | Anakin vs. Obi-Wan                         | 3:57  |
| 13.     | The Immolation Scene                       | 2:41  |
| 14.     | The Birth of the Twins and Padmé's Destiny | 3:37  |
| 15.     | A New Hope and End Credits                 | 13:05 |
| 1:10:45 |                                            |       |

## Récompenses et nominations
- Saturn Award de la meilleure musique
- nomination au Grammy Awards de la meilleure musique de film